# Torneo de Reserva
El Torneo de Reserva del fútbol argentino es un campeonato organizado por la Liga Profesional de Fútbol Argentino, órgano interno de la Asociación del Fútbol Argentino.
Todos los equipos de la Primera División tienen la opción de presentar un equipo en el Torneo de Reserva para darle a sus jugadores no titulares la posibilidad de mantener el ritmo de competencia. Generalmente, los partidos del torneo se juegan horas antes de los partidos de la Primera División, aunque por eventualidades pueden reprogramarse y jugarse sin público.

## Historia

### Inicios
En los orígenes del fútbol argentino, los equipos de reserva de los clubes solían competir en conjunto con los equipos principales en los campeonatos de la Argentine Association Football League, antecesora de la Asociación de Fútbol Argentino. El primer equipo de reserva en participar en la AAFL fue Lomas Academy, que obtuvo el subcampeonato de Primera División en su debut en 1895, quedando por detrás de su equipo principal, Lomas. Al siguiente año se convertiría en el único equipo de reserva campeón de Primera División. Tras esto, Lomas Academy se disolvió pero su hazaña había dado el primer paso: para 1897, se afilió el segundo equipo de Belgrano que se disolvería tras disputar el campeonato. En 1899, con la creación de la Segunda División, los equipos de reserva comenzaron a participar en la segunda categoría del fútbol argentino.

### Primeros torneos
Con la creación del sistema de ascensos y descensos en 1906, la Segunda División sufrió un aumento en el número de equipos constante y masivo, llevando al certamen a disputarse en varias secciones integradas por equipos principales y alternativos, tanto de la misma división como de Primera División. En 1909, el certamen alcanzó los 37 participantes, número que no sería superado en la categoría hasta 2024. Fue por esto que la Argentine Football Association resolvió reestructurar el torneo, creando un certamen exclusivo para las reservas de los equipos de Primera División. El primer torneo de reserva jugado fue en 1910, ganado por River Plate, se disputó en paralelo a la Segunda División, donde los 2 campeones se enfrentaban en una final para definir a un único campeón.
A pesar de la reestructuración, el número de participantes no había disminuido. Por lo que en 1911, las divisiones de ascenso sufren una nueva reestructuración con la creación de la Segunda Liga, órgano encargado de organizar un nuevo certamen de segunda categoría: la División Intermedia, certamen que incorporaria algunos de los equipos de la Segunda División; por lo que el campeón del Torneo de Reservas de Primera División pasó a disputar la final con el campeón del nuevo certamen. Además, también se creó el Torneo de Reservas de División Intermedia, certamen paralelo a la Segunda División, que pasó a ser de tercera categoría.
Entre 1912 y 1914, la Federación Argentina de Football organizó torneos disidentes, y desde 1919 a 1926 la Asociación Amateurs de Football realizó sus propios torneos, tanto de Primera División como de División Intermedia, en paralelo al torneo oficial organizado por la Asociación Argentina de Football, aunque en este último se organizó irregularmente, llegando a no disputarse en 1922 y 1923.
En 1927, con la creación de la Primera División B, se empieza a disputar el Torneo de Reservas de la Primera División B.
Tras el cisma de 1931, la asociación amateur organizaría sus últimos torneos. En 1933, la Asociación resolvió una reestructuración distinta a las demás. Con la eliminación de la Primera División B, la División Intermedia y la Segunda División, también fueron eliminados los certámenes respectivos de reservas, siendo reemplazados por una nueva Segunda División y su respectivo Torneo de Reserva.
El último Torneo de Reserva del amateurismo fue en 1934, siendo ganado por única vez por Colegiales.

### Era profesional
En 1931 se jugó el primer torneo profesional y fue ganado por Racing. En 1934 el torneo funcionó como la segunda división de la LAF, y desde 1935 reemplazó a la segunda división amateur, en la temporada de 1936 jugaron las reservas de Primera División junto con los nuevos equipos de la segunda división. A partir de 1937, con la exclusividad de primeros equipos en la segunda división, volvió a funcionar como Torneo de Reserva. En 1938 el torneo no terminó de disputarse y no hubo campeón.
En 1971, el torneo deja de disputarse en todas las categorías.

### Retorno del torneo
En 1981, el torneo volvió a disputarse, teniendo habilitados por primera vez a participar a clubes indirectamente afiliados por medio de la resolución 1309, y hasta 1984 se jugó anualmente, aunque en este último año no terminó de disputarse. 
Desde 1985, la temporada inició a mitad de año y finalizó a mitad del siguiente, con el fin de adaptarse al mercado de pases y calendario europeos. A partir de 1986, los clubes indirectamente afiliados tuvieron un acceso regular al torneo por medio del Nacional B. En 1995-96, nuevamente no terminó de disputarse.
A partir de 1999, los clubes indirectamente afiliados comenzaron a participar del torneo, aunque hasta 2008 el torneo se disputó con irregularidades, ocasionando que en ninguna de las ediciones pudiera terminarse la competencia y quedaran abandonados, al no poder definirse al campeón. A partir de la temporada 2008-09, la AFA resolvió que todos los equipos que participen estuvieran obligados a disputar todos los partidos hasta definir al campeón, de tal modo que a partir de 2009 hubo un campeón en cada torneo.
En el segundo semestre de 2014 se jugó un torneo transición con el fin de volver al calendario anual. La temporada 2016 marcó el regreso al calendario europeo a partir de la temporada 2016-17. Debido a la pandemia de covid-19, no hubo competencia en el segundo semestre de 2020, y a partir de 2021 volvió a disputarse anualmente. El equipo que posee más títulos es Boca Juniors, habiendo conseguido 24.
En 2024, la AFA resolvió que no se dispute el torneo, disputándose únicamente dos ediciones de la Copa de la Liga y el Trofeo de Campeones.
En 2025, el torneo vuelve a disputarse.

### El torneo en las categorías de ascenso
Durante el amateurismo, el torneo empezó a disputarse para los equipos de los clubes de División Intermedia durante la década de 1920, cuando la sección de reservas se escindió de la Segunda División. Entre 1927 y 1932, disputaron el torneo los equipos de la Primera División B. Tras la eliminación de ambos torneos, en 1933 y 1934, los equipos de Segunda División disputaron el torneo.
En el profesionalismo, el torneo comenzó a disputarse recién en 1946 con los equipos de Segunda División, teniendo a Argentinos Juniors como su primer campeón, y a partir de 1949 empezaron a disputarlo los equipos de la Primera B. A partir de 1952, se suman al certamen los equipos de tercera y cuarta categoría. A partir de 1957, las tres categorías empiezan a disputar regularmente el torneo. En 1971, se dejan de disputar los torneos de reserva, y las reservas del ascenso se aglomeran hasta el día de hoy en la Tercera División.

## Equipos campeones
Durante la época amateur del fútbol argentino el torneo de reservas al igual que el de primera división, en varias temporadas, contó con 2 versiones anuales una organizada por la vigente liga oficial porteña y el otro por la liga disidente hasta la unificación y organización de la Asociación del Fútbol Argentino; no obstante ambos torneos son considerados como oficiales.

### Era amateur
| Año       | Campeón                          | Subcampeón                | Tercero                     |
| --------- | -------------------------------- | ------------------------- | --------------------------- |
| 1910      | River Plate (18)                 | Quilmes (16)              | Estudiantes (12)            |
| 1911      | River Plate (28)                 | Porteño (22)              | Estudiantes (20)            |
| 1912 AAF  | Racing Club (22)                 | River Plate (17)          | Estudiantes (11)            |
| 1912 FAF  | Independiente                    |                           |                             |
| 1913 AAF  | Ferro Carril Oeste               |                           |                             |
| 1913 FAF  | Estudiantes de La Plata          |                           |                             |
| 1914 AAF  | Quilmes                          |                           |                             |
| 1914 FAF  | Independiente                    |                           |                             |
| 1915      | River Plate                      |                           |                             |
| 1916      | River Plate                      |                           |                             |
| 1917      | Independiente (39)               | Boca Juniors (38)         | Ferro Carril Oeste (32)     |
| 1918      | Boca Juniors (36)                | Racing Club (33)          | San Isidro (32)             |
| 1919 AAF  | Boca Juniors                     |                           |                             |
| 1919 AAmF | Racing Club                      |                           |                             |
| 1920 AAF  | Sp. Barracas (46)                | Boca Juniors (43)         | Huracán (37)                |
| 1920 AAmF | River Plate (64)                 | Independiente (52)        | Vélez Sarsfield (52)        |
| 1921 AAF  | Sp. Palermo                      |                           |                             |
| 1921 AAmF | Independiente (61)               | River Plate (61)          | San Lorenzo de Almagro (61) |
| 1922 AAmF | San Lorenzo de Almagro (68)      | River Plate (66)          | Palermo (52)                |
| 1923 AAmF | Independiente (37)               | Ferro Carril Oeste (32)   | San Lorenzo de Almagro (31) |
| 1924 AAF  | Boca Juniors                     |                           |                             |
| 1924 AAmF | San Lorenzo de Almagro (40)      | Platense (38)             | Sp. Buenos Aires (34)       |
| 1925 AAF  | El Porvenir                      |                           |                             |
| 1925 AAmF | Ferro Carril Oeste (45)          | River Plate (41)          | San Lorenzo de Almagro (35) |
| 1926 AAF  | Boca Juniors                     |                           |                             |
| 1926 AAmF | Vélez Sarsfield (43)             | Independiente (40)        | River Plate (37)            |
| 1927      | Vélez Sarsfield (58)             | Boca Juniors (54)         | Platense (50)               |
| 1928      | Boca Juniors                     |                           |                             |
| 1929      | Gimnasia y Esgrima La Plata (32) | Boca Juniors (31)         | No hubo                     |
| 1930      | Boca Juniors (69)                | Independiente (58)        | River Plate (54)            |
| 1931 AFAP | Sp. Buenos Aires (27)            | Sp. Barracas (25)         | Almagro (23)                |
| 1932 AFAP | Barracas Central                 |                           |                             |
| 1933 AFAP | Dock Sud (31)                    | Argentino de Quilmes (31) | Sp. Alsina (30)             |
| 1934 AAF  | Colegiales (39)                  | Excursionistas (38)       | Almagro (38)                |

#### Resumen estadístico
| Equipo                      | Titulos | Años                               |
| --------------------------- | ------- | ---------------------------------- |
| Boca Juniors                | 6       | 1918, 1919, 1924, 1926, 1928, 1930 |
| Independiente               | 5       | 1912, 1914, 1917, 1921, 1923       |
| River Plate                 | 5       | 1910, 1911, 1915, 1916, 1920       |
| Ferro Carril Oeste          | 2       | 1913, 1925                         |
| Racing Club                 | 2       | 1912, 1919                         |
| Vélez Sarsfield             | 2       | 1926, 1927                         |
| San Lorenzo de Almagro      | 2       | 1922, 1924                         |
| Sp. Barracas                | 1       | 1920                               |
| Barracas Central            | 1       | 1932                               |
| Sp. Buenos Aires            | 1       | 1931                               |
| Colegiales                  | 1       | 1934                               |
| Dock Sud                    | 1       | 1933                               |
| El Porvenir                 | 1       | 1925                               |
| Estudiantes de La Plata     | 1       | 1913                               |
| Gimnasia y Esgrima La Plata | 1       | 1929                               |
| Sp. Palermo                 | 1       | 1921                               |
| Quilmes                     | 1       | 1914                               |

### Era profesional
| Año      | Campeón                       | Subcampeón                   | Tercero                          |
| -------- | ----------------------------- | ---------------------------- | -------------------------------- |
| 1931 LAF | Racing Club (58)              | Boca Juniors (57)            | Platense (49)                    |
| 1932 LAF | Huracán (56)                  | Boca Juniors(51)             | Chacarita Juniors (44)           |
| 1933 LAF | Vélez Sarsfield (47)          | San Lorenzo de Almagro (45)  | Boca Juniors (43)                |
| 1934 LAF | River Plate (44)              | San Lorenzo de Almagro (40)  | Boca Juniors (38)                |
| 1935     | Estudiantes de La Plata (58)  | Independiente (57)           | River Plate (53)                 |
| 1936     | Boca Juniors (59)             | San Lorenzo de Almagro (53)  | River Plate (52)                 |
| 1937     | Boca Juniors (30)             | River Plate (30)             | Estudiantes de La Plata (34)     |
| 1938     | River Plate (11)              | San Lorenzo de Almagro (10)  | Boca Juniors (8)                 |
| 1939     | San Lorenzo de Almagro (56)   | Boca Juniors (55)            | River Plate (55)                 |
| 1940     | Boca Juniors (50)             | Independiente (46)           | River Plate (46)                 |
| 1941     | River Plate (42)              | Boca Juniors (39)            | Independiente (37)               |
| 1942     | River Plate (46)              | Huracán (40)                 | Boca Juniors (38)                |
| 1943     | River Plate (40)              | San Lorenzo de Almagro (38)  | Banfield (35)                    |
| 1944     | San Lorenzo de Almagro (38)   | Estudiantes de La Plata (34) | Boca Juniors (33)                |
| 1945     | Independiente (37)            | Racing Club (36)             | San Lorenzo de Almagro (33)      |
| 1946     | Independiente (42)            | River Plate (41)             | Racing Club (31)                 |
| 1947     | San Lorenzo de Almagro (50)   | Newell's Old Boys (41)       | River Plate (40)                 |
| 1948     | San Lorenzo de Almagro (50)   | Independiente (50)           | Estudiantes de La Plata (43)     |
| 1949     | Rosario Central (53)          | Racing Club (50)             | Newell's Old Boys (48)           |
| 1950     | River Plate (55)              | Independiente (50)           | Boca Juniors (48)                |
| 1951     | River Plate (52)              | Boca Juniors (46)            | Independiente (43)               |
| 1952     | Racing Club (41)              | River Plate (41)             | Independiente (40)               |
| 1953     | San Lorenzo de Almagro (45)   | Estudiantes de La Plata (40) | Racing Club (40)                 |
| 1954     | San Lorenzo de Almagro (42)   | Newell's Old Boys (40)       | Boca Juniors (38)                |
| 1955     | Boca Juniors (42)             | River Plate (41)             | Ferro Carril Oeste (37)          |
| 1956     | Boca Juniors (45)             | River Plate (42)             | Tigre (39)                       |
| 1957     | Racing Club (44)              | Vélez Sarsfield (40)         | River Plate (38)                 |
| 1958     | Boca Juniors (49)             | Racing Club (43)             | Independiente (41)               |
| 1959     | Racing Club (46)              | River Plate (44)             | Independiente (38)               |
| 1960     | Racing Club (43)              | Boca Juniors (43)            | Vélez Sarsfield (40)             |
| 1961     | Independiente (44)            | Atlanta (39)                 | Boca Juniors (36)                |
| 1962     | Boca Juniors (45)             | Independiente (43)           | River Plate (41)                 |
| 1963     | Racing Club (38)              | River Plate (37)             | Huracán (37)                     |
| 1964     | Independiente (43)            | Boca Juniors (42)            | Vélez Sarsfield (40)             |
| 1965     | Rosario Central (53)          | Boca Juniors (50)            | Ferro Carril Oeste (47)          |
| 1966     | Estudiantes de La Plata (59)  | San Lorenzo de Almagro (48)  | Independiente (46)               |
| 1967     | Boca Juniors (30)             | Unión (30)                   | No hubo                          |
| 1968     | Boca Juniors (34)             | River Plate (29)             | No hubo                          |
| 1969     | Chacarita Juniors (32)        | Estudiantes de La Plata (33) | No hubo                          |
| 1970     | San Lorenzo de Almagro (32)   | Racing Club (30)             | River Plate (30)                 |
| 1981     | Rosario Central (44)          | Estudiantes de La Plata (44) | Newell's Old Boys (37)           |
| 1982     | Estudiantes de La Plata (50)  | Ferro Carril Oeste (41)      | Argentinos Juniors (41)          |
| 1983     | Ferro Carril Oeste (41)       | Rosario Central (36)         | Argentinos Juniors (35)          |
| 1984     | Rosario Central (38)          | Ferro Carril Oeste (37)      | Newell's Old Boys (33)           |
| 1985-86  | Newell's Old Boys (47)        | Ferro Carril Oeste (42)      | Estudiantes de La Plata (32)     |
| 1986-87  | Newell's Old Boys (56)        | Argentinos Juniors (42)      | Rosario Central (41)             |
| 1987-88  | Argentinos Juniors (44)       | Newell's Old Boys (41)       | Vélez Sarsfield (41)             |
| 1988-89  | Newell's Old Boys (46)        | Independiente (37)           | River Plate (34)                 |
| 1989-90  | Independiente (40)            | Ferro Carril Oeste (40)      | Boca Juniors (34)                |
| 1990-91  | Ferro Carril Oeste (46)       | Rosario Central (42)         | Independiente (42)               |
| 1991-92  | Boca Juniors (46)             | Estudiantes de La Plata (39) | Quilmes (37)                     |
| 1992-93  | Estudiantes de La Plata (41)  | Boca Juniors (37)            | Newell's Old Boys (35)           |
| 1993-94  | Newell's Old Boys (43)        | Lanús (41)                   | Boca Juniors (41)                |
| 1994-95  | Vélez Sarsfield (43)          | River Plate (38)             | Newell's Old Boys (34)           |
| 1995-96  | Newell's Old Boys (63)        | Lanús (60)                   | Rosario Central (58)             |
| 1996-97  | San Lorenzo de Almagro (75)   | River Plate (69)             | Newell's Old Boys (53)           |
| 1997-98  | Lanús (72)                    | Newell's Old Boys (70)       | Boca Juniors (65)                |
| 1998-99  | San Lorenzo de Almagro (62)   | Estudiantes de La Plata (60) | Boca Juniors (49)                |
| 1999-00  | Colón (71)                    | San Lorenzo de Almagro (69)  | Rosario Central (69)             |
| 2000-01  | Unión (62)                    | San Lorenzo de Almagro (58)  | Newell's Old Boys (50)           |
| 2001-02  | Newell's Old Boys (27)        | Argentinos Juniors (25)      | Vélez Sarsfield (25)             |
| 2002-03  | River Plate (50)              | Boca Juniors (46)            | Newell's Old Boys (46)           |
| 2003-04  | Newell's Old Boys (60)        | Rosario Central (57)         | Independiente (54)               |
| 2004-05  | Banfield (59)                 | River Plate (55)             | Vélez Sarsfield (49)             |
| 2005-06  | Colón (64)                    | Vélez Sarsfield (60)         | Boca Juniors (55)                |
| 2006-07  | Godoy Cruz Antonio Tomba (64) | Boca Juniors (45)            | San Lorenzo de Almagro (45)      |
| 2007-08  | Boca Juniors (51)             | Lanús (46)                   | Argentinos Juniors (45)          |
| 2008-09  | Banfield (69)                 | Rosario Central (66)         | Gimnasia y Esgrima La Plata (65) |
| 2009-10  | Boca Juniors (72)             | River Plate (69)             | Banfield (66)                    |
| 2010-11  | Lanús (72)                    | River Plate (65)             | Newell's Old Boys (65)           |
| 2011-12  | Boca Juniors (77)             | Independiente (76)           | Vélez Sarsfield (71)             |
| 2012-13  | Colón (70)                    | Argentinos Juniors (66)      | Independiente (64)               |
| 2013-14  | Rosario Central (76)          | River Plate (75)             | Racing Club (67)                 |
| 2014     | River Plate (44)              | Racing Club (43)             | Rosario Central (43)             |
| 2015     | San Lorenzo de Almagro (60)   | Independiente (58)           | Racing Club (51)                 |
| 2016     | Newell's Old Boys (32)        | River Plate (35)             | No hubo                          |
| 2016-17  | Talleres (C) (59)             | Lanús (58)                   | Newell's Old Boys (56)           |
| 2017-18  | Talleres (C) (52)             | San Lorenzo de Almagro (51)  | Unión (49)                       |
| 2018-19  | San Lorenzo de Almagro (62)   | Boca Juniors (52)            | Unión (49)                       |
| 2019-20  | Lanús (46)                    | Independiente (41)           | River Plate (40)                 |
| 2021     | Boca Juniors (52)             | Colón (47)                   | Rosario Central (45)             |
| 2022     | Boca Juniors (57)             | Vélez Sarsfield (56)         | Tigre (48)                       |
| 2023     | Vélez Sarsfield (68)          | Belgrano (C) (54)            | Racing Club (52)                 |
| Ap. 2025 | Vélez Sarsfield               | San Lorenzo de Almagro       | No hubo                          |

|  | Abandonado. |

#### Resumen estadístico
| Equipo                  | Campeón |
| ----------------------- | ------- |
| Boca Juniors            | 14      |
| San Lorenzo de Almagro  | 11      |
| River Plate             | 7       |
| Racing Club             | 6       |
| Independiente           | 5       |
| Newell's Old Boys       | 5       |
| Estudiantes de La Plata | 4       |
| Rosario Central         | 4       |
| Vélez Sársfield         | 4       |
| Lanús                   | 3       |
| Ferrocarril Oeste       | 2       |
| Talleres (C)            | 2       |
| Argentinos Juniors      | 1       |
| Banfield                | 1       |
| Chacarita Juniors       | 1       |
| Colón                   | 1       |
| Huracán                 | 1       |

### Resumen estadístico histórico
| Equipo                      | Campeón |
| --------------------------- | ------- |
| Boca Juniors                | 20      |
| San Lorenzo de Almagro      | 13      |
| River Plate                 | 12      |
| Independiente               | 10      |
| Racing Club                 | 8       |
| Vélez Sarsfield             | 6       |
| Estudiantes de La Plata     | 5       |
| Newell's Old Boys           | 5       |
| Ferrocarril Oeste           | 4       |
| Rosario Central             | 4       |
| Lanús                       | 3       |
| Talleres                    | 2       |
| Argentinos Juniors          | 1       |
| Banfield                    | 1       |
| Sp. Barracas                | 1       |
| Barracas Central            | 1       |
| Sp. Buenos Aires            | 1       |
| Chacarita Juniors           | 1       |
| Colegiales                  | 1       |
| Colón                       | 1       |
| Dock Sud                    | 1       |
| El Porvenir                 | 1       |
| Gimnasia y Esgrima La Plata | 1       |
| Huracán                     | 1       |
| Sp. Palermo                 | 1       |
| Quilmes                     | 1       |

### Segunda a cuarta categoría

#### Era amateur
| Año       | División Intermedia    |
| --------- | ---------------------- |
| 1919 AAF  | Sp. Avellaneda         |
| 1920 AAF  | Sp. Avellaneda         |
| 1920 AAmF | Boedo                  |
| 1921 AAmF | Gimnasia y Esgrima (L) |
| 1922 AAF  | Central Argentino      |
| 1922 AAmF | Villa Crespo           |
| 1923 AAmF | Nacional (VS)          |
| 1924 AAmF | Nacional (VS)          |
| 1925 AAF  | Sp. Balcarce           |
| 1925 AAmF | Estudiantes de Bernal  |
| 1926 AAF  | No hubo                |
| 1926 AAmF | Albión                 |

| Año       | Primera División B | División Intermedia |
| --------- | ------------------ | ------------------- |
| 1927      | El Porvenir        | Nacional (VS)       |
| 1928      | Dock Sud           | Sp. Alsina          |
| 1929      | Nueva Chicago      | Sp. Buenos Aires    |
| 1930      | Temperley          | No hubo             |
| 1931 AFAP | All Boys           | Sp. Alsina          |
| 1932 AFAP | Dock Sud           | Sarandí             |

| Año       | Segunda División |
| --------- | ---------------- |
| 1933 AFAP | Huracán de Lanus |
| 1934 AAF  | Marplatense      |

#### Era profesional
| Año  | Segunda División   |
| ---- | ------------------ |
| 1946 | Argentinos Juniors |
| 1947 | Ferro Carril Oeste |
| 1948 | No hubo            |
| Año  | Primera División B |
| 1949 | No hubo            |
| 1950 | Dock Sud           |
| 1951 | Almagro            |

| Año  | Primera División B       | Segunda División       | Tercera División      |
| ---- | ------------------------ | ---------------------- | --------------------- |
| 1952 | All Boys                 | El Porvenir            | Justo José de Urquiza |
| 1953 | Atlanta                  | Flandria               |                       |
| 1954 | Estudiantes de Eva Perón | El Porvenir            |                       |
| 1955 | Banfield                 | Sacachispas            | Dep. Morón            |
| 1956 |                          | Defensores de Belgrano |                       |
| 1957 | Chacarita Juniors        | Almirante Brown        | Muñiz                 |
| 1958 | Chacarita Juniors        | Dep. Morón             | Dep. Español          |
| 1959 | Chacarita Juniors        | Almirante Brown        | Español               |
| 1960 | Excursionistas           | Almirante Brown        | Fénix                 |
| 1961 | Nueva Chicago            | San Telmo              | Español               |

| Año  | Primera División B | Primera División C | División Superior de Fútbol Aficionado |
| ---- | ------------------ | ------------------ | -------------------------------------- |
| 1962 | Platense           | Talleres           | Arsenal (Ll)                           |
| 1963 | Platense           | Arsenal            | Arsenal (Ll)                           |
| 1964 |                    | Almirante Brown    | General Mitre                          |
| 1965 |                    | Almirante Brown    | Piraña                                 |
| 1966 |                    | Comunicaciones     | Ferrocarril Midland                    |
| 1967 | Los Andes          | Colegiales         | Piraña                                 |
| 1968 | Dep. Morón         | Fénix              | Piraña                                 |
| 1969 | Ferro Carril Oeste | No hubo            | Piraña                                 |
| 1970 | Ferro Carril Oeste | Villa Dálmine      | Villa San Carlos                       |

#### Resumen estadístico
| Segunda categoría       | Segunda categoría |
| Equipo                  | Campeón           |
| ----------------------- | ----------------- |
| Chacarita Juniors       | 3                 |
| Dock Sud                | 3                 |
| Ferro Carril Oeste      | 3                 |
| All Boys                | 2                 |
| Sp. Avellaneda          | 2                 |
| Nacional (VS)           | 2                 |
| Nueva Chicago           | 2                 |
| Platense                | 2                 |
| Albión                  | 1                 |
| Almagro                 | 1                 |
| Argentinos Juniors      | 1                 |
| Atlanta                 | 1                 |
| Sp. Balcarce            | 1                 |
| Banfield                | 1                 |
| Boedo                   | 1                 |
| Central Argentino       | 1                 |
| El Porvenir             | 1                 |
| Estudiantes de Bernal   | 1                 |
| Estudiantes de La Plata | 1                 |
| Excursionistas          | 1                 |
| Gimnasia y Esgrima (L)  | 1                 |
| Huracán de Lanús        | 1                 |
| Los Andes               | 1                 |
| Marplatense             | 1                 |
| Dep. Morón              | 1                 |
| Temperley               | 1                 |
| Villa Crespo            | 1                 |

| Segunda categoría       | Segunda categoría |
| Equipo                  | Campeón           |
| ----------------------- | ----------------- |
| Chacarita Juniors       | 3                 |
| Dock Sud                | 3                 |
| Ferro Carril Oeste      | 3                 |
| All Boys                | 2                 |
| Sp. Avellaneda          | 2                 |
| Nacional (VS)           | 2                 |
| Nueva Chicago           | 2                 |
| Platense                | 2                 |
| Albión                  | 1                 |
| Almagro                 | 1                 |
| Argentinos Juniors      | 1                 |
| Atlanta                 | 1                 |
| Sp. Balcarce            | 1                 |
| Banfield                | 1                 |
| Boedo                   | 1                 |
| Central Argentino       | 1                 |
| El Porvenir             | 1                 |
| Estudiantes de Bernal   | 1                 |
| Estudiantes de La Plata | 1                 |
| Excursionistas          | 1                 |
| Gimnasia y Esgrima (L)  | 1                 |
| Huracán de Lanús        | 1                 |
| Los Andes               | 1                 |
| Marplatense             | 1                 |
| Dep. Morón              | 1                 |
| Temperley               | 1                 |
| Villa Crespo            | 1                 |

| Tercera categoría      | Tercera categoría |
| Equipo                 | Campeón           |
| ---------------------- | ----------------- |
| Almirante Brown        | 5                 |
| Sp. Alsina             | 2                 |
| El Porvenir            | 2                 |
| Arsenal                | 1                 |
| Sp. Buenos Aires       | 1                 |
| Colegiales             | 1                 |
| Comunicaciones         | 1                 |
| Defensores de Belgrano | 1                 |
| Fénix                  | 1                 |
| Flandria               | 1                 |
| Dep. Morón             | 1                 |
| Nacional (VS)          | 1                 |
| Sacachispas            | 1                 |
| San Telmo              | 1                 |
| Sarandí                | 1                 |
| Talleres               | 1                 |
| Villa Dálmine          | 1                 |

| Tercera categoría      | Tercera categoría |
| Equipo                 | Campeón           |
| ---------------------- | ----------------- |
| Almirante Brown        | 5                 |
| Sp. Alsina             | 2                 |
| El Porvenir            | 2                 |
| Arsenal                | 1                 |
| Sp. Buenos Aires       | 1                 |
| Colegiales             | 1                 |
| Comunicaciones         | 1                 |
| Defensores de Belgrano | 1                 |
| Fénix                  | 1                 |
| Flandria               | 1                 |
| Dep. Morón             | 1                 |
| Nacional (VS)          | 1                 |
| Sacachispas            | 1                 |
| San Telmo              | 1                 |
| Sarandí                | 1                 |
| Talleres               | 1                 |
| Villa Dálmine          | 1                 |

| Cuarta categoría      | Cuarta categoría |
| Equipo                | Campeón          |
| --------------------- | ---------------- |
| Piraña                | 4                |
| Arsenal (Ll)          | 2                |
| Español               | 2                |
| Dep. Español          | 1                |
| Fénix                 | 1                |
| Ferrocarril Midland   | 1                |
| General Mitre         | 1                |
| Justo José de Urquiza | 1                |
| Dep. Morón            | 1                |
| Muñiz                 | 1                |
| Villa San Carlos      | 1                |

| Cuarta categoría      | Cuarta categoría |
| Equipo                | Campeón          |
| --------------------- | ---------------- |
| Piraña                | 4                |
| Arsenal (Ll)          | 2                |
| Español               | 2                |
| Dep. Español          | 1                |
| Fénix                 | 1                |
| Ferrocarril Midland   | 1                |
| General Mitre         | 1                |
| Justo José de Urquiza | 1                |
| Dep. Morón            | 1                |
| Muñiz                 | 1                |
| Villa San Carlos      | 1                |

## Copas nacionales

### De Primera División

#### Copa de Competencia
| Año       | Campeón         |
| --------- | --------------- |
| 1924 AAmF | River Plate     |
| 1925 AAmF | Platense        |
| 1926 AAmF | Vélez Sarsfield |
| 1932 LAF  | Independiente   |
| 1933 AFAP | Dock Sud        |
| 1934      | Boca Juniors    |

#### Copa Estímulo
| Año  | Campeón      |
| ---- | ------------ |
| 1926 | Boca Juniors |

#### Copa Béccar Varela
| Año      | Campeón                 |
| -------- | ----------------------- |
| 1932 LAF | Estudiantes de La Plata |

#### Copa de la Superliga
| Año  | Campeón     |
| ---- | ----------- |
| 2019 | San Lorenzo |
| 2020 | Cancelado   |

#### Copa de la Liga Profesional
| Año    | Campeón         |
| ------ | --------------- |
| 2021   | Sarmiento       |
| 2022   | Lanús           |
| 2023   | Independiente   |
| 2024 I | Vélez Sarsfield |
| 2024 F | River Plate     |

#### Trofeo de Campeones de la Liga Profesional
| Año  | Campeón         |
| ---- | --------------- |
| 2021 | Boca Juniors    |
| 2022 | Boca Juniors    |
| 2023 | Vélez Sarsfield |
| 2024 | River Plate     |

### Resumen estadístico
| Equipo                  | Campeón |
| ----------------------- | ------- |
| Boca Juniors            | 4       |
| River Plate             | 3       |
| Vélez Sarsfield         | 3       |
| Independiente           | 2       |
| San Lorenzo             | 2       |
| Dock Sud                | 1       |
| Estudiantes de La Plata | 1       |
| Lanús                   | 1       |
| Platense                | 1       |
| Sarmiento               | 1       |

## Resumen estadístico
| Equipo                      | Total | Títulos | Copas |
| --------------------------- | ----- | ------- | ----- |
| Boca Juniors                | 24    | 20      | 4     |
| River Plate                 | 15    | 12      | 3     |
| San Lorenzo de Almagro      | 14    | 13      | 1     |
| Independiente               | 12    | 10      | 2     |
| Vélez Sarsfield             | 9     | 6       | 3     |
| Racing Club                 | 8     | 8       | 0     |
| Estudiantes de La Plata     | 6     | 5       | 1     |
| Newell's Old Boys           | 5     | 5       | 0     |
| Ferrocarril Oeste           | 4     | 4       | 0     |
| Rosario Central             | 4     | 4       | 0     |
| Lanús                       | 3     | 3       | 0     |
| Dock Sud                    | 2     | 1       | 1     |
| Talleres                    | 2     | 2       | 0     |
| Argentinos Juniors          | 1     | 1       | 0     |
| Banfield                    | 1     | 1       | 0     |
| Sp. Barracas                | 1     | 1       | 0     |
| Barracas Central            | 1     | 1       | 0     |
| Sp. Buenos Aires            | 1     | 1       | 0     |
| Chacarita Juniors           | 1     | 1       | 0     |
| Colegiales                  | 1     | 1       | 0     |
| Colón                       | 1     | 1       | 0     |
| El Porvenir                 | 1     | 1       | 0     |
| Gimnasia y Esgrima La Plata | 1     | 1       | 0     |
| Huracán                     | 1     | 1       | 0     |
| Sp. Palermo                 | 1     | 1       | 0     |
| Platense                    | 1     | 0       | 1     |
| Quilmes                     | 1     | 1       | 0     |
| Sarmiento                   | 1     | 0       | 1     |